# Боккарди, Лео
Лео Боккарди (итал. Leo Boccardi; род. 15 апреля 1953, Сан-Мартино-ин-Пенсилис, Италия) — итальянский прелат и ватиканский дипломат. Титулярный архиепископ Биттетума с 16 января 2007. Апостольский нунций в Судане с 16 января 2007 по 11 июля 2013. Апостольский нунций в Эритрее с 30 января 2007 по 11 июля 2013. Апостольский нунций в Иране с 11 июля 2013 по 11 марта 2021. Апостольский нунций в Японии с 11 марта 2021 по 1 сентября 2023.  